# Nekrolog 2. Quartal 1937
Nekrolog
◄◄
| ◄
| 1933
| 1934
| 1935
| 1936
| 1937 | 1938 | 1939 | 1940 | 1941 | ► | ►►
1. Quartal |
2. Quartal |
3. Quartal |
4. Quartal 1937
Weitere Ereignisse | Allgemeiner Nekrolog 1937
Die Beschreibung der verstorbenen Person sollte so kurz wie möglich gehalten sein und nur deren signifikante Tätigkeit(en) enthalten.
Neue Namen ggf. auch unter dem Geburts- und Sterbedatum, also etwa unter 1. Januar und im Geburts- und Sterbejahr (2024) eintragen (nur bei entsprechender großer Wichtigkeit). Für Beispiele siehe die schon vorhandenen Artikel.
Außerdem über die fünf zuletzt Verstorbenen, zu denen es einen ausreichend guten Artikel für eine Präsentation auf der Hauptseite gibt, nach der todesbedingten Überarbeitung der Artikel ggf. auch unter Wikipedia Diskussion:Hauptseite informieren und sie am besten auch in den anderen Wikipedia-Sprachversionen eintragen. Tipp: Regelmäßig bei news.google.de nach „ist tot“, „gestorben“ oder „verstorben“ suchen.
Wenn eine Person gestorben ist, gibt es viele Seiten zu dieser Person in der Wikipedia, die davon auch betroffen sind und entsprechend aktualisiert werden müssen. Beispiele: Namenübersichtsseite, Geburtsjahr, Geburtsort-Seiten und viele mehr.
Wie finde ich die betroffenen Seiten?
Im Suchfeld auf der linken Seite gibt man den Suchbegriff so ein: „Vorname Nachname“. Dann klickt man auf Volltext und alle Seiten mit entsprechendem Suchtext werden aufgerufen. Hier sieht man dann schnell, wo auch das Todesjahr Sinn macht oder sogar ein Teil des Artikels angepasst werden muss. Auch hilft das „Werkzeug“ auf der linken Seite sehr gut, um solche Seiten aufzufinden: „Links auf diese Seite“. Somit ist die Wikipedia wieder aktuell in allen Bereichen! Hinweis: bei Eintragung der Kategorie „Gestorben JAHR“ wird der Missbrauchsfilter 49 ausgelöst, was jedoch nicht schlimm ist. Siehe: Spezial:Missbrauchsfilter/49
Dies ist eine Liste von im zweiten Quartal 1937 verstorbenen bekannten Persönlichkeiten. Die Einträge erfolgen innerhalb der einzelnen Daten alphabetisch sortiert. Tiere sind im Nekrolog für Tiere zu finden.

## April
| Tag       | Name                              | Beruf, bekannt als                                                                                              | Alter | Beleg |
| --------- | --------------------------------- | --- | ----- | ----- |
| 1. April  | Franz Karl Basler-Kopp            | deutscher Maler und Zeichner                                                                                    | 58    |       |
| 2. April  | Nathan Birnbaum                   | jüdischer Schriftsteller und Aktivist                                                                           | 72    |       |
| 2. April  | Georg von Erffa                   | deutscher Verwaltungsbeamter und Rittergutsbesitzer                                                             | 59    |       |
| 2. April  | Adam Röder                        | deutscher Politiker (Zentrum), MdR                                                                              | 78    |       |
| 02. April | Cécile Tormay                     | ungarische Schriftstellerin und Frauenfunktionärin                                                              | 60    |       |
| 3. April  | Maria Teresa Casini               | italienische römisch-katholische Ordensfrau und Ordensgründerin, Selige                                         | 72    |       |
| 3. April  | Bruno Hempel                      | deutscher Politiker (SPD), MdL                                                                                  | 60    |       |
| 3. April  | Anatol Pawlowitsch Lieven         | russischer Offizier                                                                                             | 64    |       |
| 3. April  | Ernst Rentrop                     | deutscher evangelischer Pfarrer und Superintendent                                                              | 68    |       |
| 4. April  | Paul Gläser                       | deutscher Kirchenmusiker, Komponist und Kirchenmusikdirektor                                                    | 66    |       |
| 4. April  | Philipp Johannsen                 | deutscher Politiker (SHBLD), MdR                                                                                | 72    |       |
| 4. April  | Werner Krebs                      | Schweizer Politiker und Unternehmer                                                                             | 82    |       |
| 4. April  | Mulai Abd al-Hafiz                | Sultan der Alawiden in Marokko                                                                                  | 61    |       |
| 4. April  | František Xaver Šalda             | tschechischer Literaturkritiker, Journalist und Schriftsteller                                                  | 69    |       |
| 4. April  | Moriz Schroth                     | österreichischer Bildhauer und Gipsgießer                                                                       | 83    |       |
| 5. April  | Josef Becker                      | deutscher Politiker der Zentrumspartei                                                                          | 61    |       |
| 5. April  | José Benlliure y Gil              | spanischer Maler                                                                                                | 81    |       |
| 5. April  | Erich von Bibow                   | preußischer Major                                                                                               | 63    |       |
| 5. April  | Adolf Deißmann                    | deutscher protestantischer Theologe und Papyrologe                                                              | 70    |       |
| 5. April  | Joseph Dettlinger                 | badischer Bildhauer                                                                                             | 71    |       |
| 5. April  | Amédée-Louis Hettich              | französischer Dichter, Sänger, Journalist, Komponist, Musikprofessor, Hochschullehrer, Dozent und Musikpädagoge | 81    |       |
| 6. April  | August Eber                       | deutscher Tierarzt und Hochschullehrer                                                                          | 71    |       |
| 6. April  | Heinrich Keitler                  | österreichischer Gynäkologe und Geburtshelfer                                                                   | 62    |       |
| 6. April  | Andreas Schönberger               | russlanddeutscher römisch-katholischer Geistlicher und Märtyrer                                                 |       |       |
| 6. April  | Laser Weingarten                  | deutscher Bezirksrabbiner                                                                                       | 74    |       |
| 6. April  | Gabriele Wietrowetz               | im Kaisertum Österreich gebürtige Violinistin                                                                   | 71    |       |
| 7. April  | Alfred Collmann                   | österreichischer Maschinenbauer                                                                                 | 85    |       |
| 7. April  | Meredith P. Snyder                | US-amerikanischer Politiker                                                                                     | 78    |       |
| 7. April  | Jakob Spittank                    | sorbischer Gutsbesitzer und Abgeordneter des Sächsischen Landtags                                               | 69    |       |
| 7. April  | Jean-Baptiste Thibaut             | französischer römisch-katholischer Priester und Ordensmann, Liturgiehistoriker und Musikwissenschaftler         | 64    |       |
| 8. April  | Billy Bassett                     | englischer Fußballspieler                                                                                       | 68    |       |
| 8. April  | Hugh Comyn                        | englischer Badminton- und Tennisspieler                                                                         | 60    |       |
| 8. April  | Arthur Foote                      | US-amerikanischer Komponist                                                                                     | 84    |       |
| 8. April  | Sidney Young                      | britischer Chemiker (Physikalische Chemie)                                                                      | 79    |       |
| 9. April  | Friedrich Bödeker                 | deutscher Botaniker                                                                                             | 69    |       |
| 9. April  | Jane Esdon Brailsford             | schottisch-britische Suffragette                                                                                | 63    |       |
| 9. April  | Josef Lohner                      | deutscher Motorradrennfahrer                                                                                    |       |       |
| 9. April  | Aage Madsen                       | dänischer Tennisspieler                                                                                         | 53    |       |
| 9. April  | Franz Starker                     | deutscher Steinbildhauer und Politiker (SPD)                                                                    | 56    |       |
| 10. April | Kenelm Lee Guinness               | irisch-britischer Unternehmer, Rekord- und Automobilrennfahrer                                                  | 49    |       |
| 10. April | Heinrich Pëus                     | deutscher Politiker (SPD), MdR                                                                                  | 74    |       |
| 10. April | Carl Josef Pollak                 | österreichischer Illustrator                                                                                    | 60    |       |
| 10. April | Ernst Remmers                     | Beamtenfunktionär und Politiker (DDP)                                                                           | 68    |       |
| 11. April | Nino Basile                       | italienischer Historiker                                                                                        | 70    |       |
| 11. April | Luigi Brizzolara                  | italienischer Bildhauer                                                                                         | 68    |       |
| 11. April | Philip van Dijk                   | niederländischer Fußballspieler                                                                                 | 51    |       |
| 11. April | Othmar Eichenberger               | Schweizer Radrennfahrer                                                                                         | 36    |       |
| 11. April | Otto von Franqué                  | deutscher Gynäkologe und Geburtshelfer                                                                          | 69    |       |
| 11. April | Otto Friedrich                    | österreichischer Maler                                                                                          | 74    |       |
| 11. April | Peeter Grünfeldt                  | estnischer Schriftsteller, Übersetzer und Journalist                                                            | 71    |       |
| 11. April | Smizer Schylunowitsch             | Politiker in Weißrussland                                                                                       | 49    |       |
| 11. April | Minnie Bell Sharp Adney           | kanadische Musikerin und Musiklehrerin                                                                          | 72    |       |
| 11. April | Arthur Stadler                    | österreichischer Grafiker und Sänger                                                                            | 44    |       |
| 12. April | Filoteo Alberini                  | italienischer Ingenieur, Erfinder und Filmemacher                                                               | 70    |       |
| 12. April | Sergei von Glasenapp              | russischer und sowjetischer Astronom                                                                            | 88    |       |
| 12. April | Salomon Klein                     | österreichischer Ophthalmologe                                                                                  | 91    |       |
| 12. April | Emma Mertz                        | Schweizer Malerin und Zeichenlehrerin                                                                           | 56    |       |
| 12. April | Frank Mount Pleasant              | US-amerikanischer Leichtathlet                                                                                  |       |       |
| 12. April | Milan Srškić                      | jugoslawischer Politiker, Ministerpräsident                                                                     | 57    |       |
| 13. April | Ilja Arnoldowitsch Ilf            | russisch-sowjetischer humoristischer Schriftsteller                                                             | 39    |       |
| 13. April | Abdülhak Hâmid Tarhan             | osmanischer Autor und Politiker                                                                                 | 85    |       |
| 14. April | Theodor Ferdinand Bock            | österreichischer Schriftsteller und Journalist                                                                  | 77    |       |
| 14. April | Wilhelm Ditzen                    | deutscher Jurist                                                                                                | 84    |       |
| 14. April | Gustav Werder                     | Schweizer Handelswissenschaftler, Geograph und Hochschullehrer                                                  | 71    |       |
| 15. April | Oscar Bloch                       | französischer Romanist                                                                                          | 59    |       |
| 15. April | Ronald Maitland                   | kanadischer Segler                                                                                              | 50    |       |
| 15. April | Heinrich Platzbecker              | deutscher Komponist und Pianist                                                                                 | 76    |       |
| 16. April | Curt von Kronhelm                 | königlich preußischer Generalmajor                                                                              | 77    |       |
| 16. April | Jay Johnson Morrow                | Offizier der US-Armee und Ingenieur                                                                             | 67    |       |
| 17. April | Yi Sang                           | koreanischer Autor                                                                                              | 26    |       |
| 18. April | Jakob Erdheim                     | österreichischer Pathologe                                                                                      | 62    |       |
| 18. April | Max von Gallwitz                  | preußischer Offizier, zuletzt General der Artillerie und Politiker (DNVP), MdR                                  | 84    |       |
| 18. April | Julius Lauterbach                 | deutscher Kapitän und Marineoffizier                                                                            | 59    |       |
| 18. April | Raimund Neunteufel                | österreichischer Politiker (DnP), Abgeordneter zum Nationalrat                                                  | 64    |       |
| 19. April | William Martin Conway             | britischer Politiker, Kunstkritiker und Bergsteiger                                                             | 81    |       |
| 19. April | Löpèlo Mëlaka                     | König der Bubi                                                                                                  |       |       |
| 19. April | Hermann Seippel                   | deutscher Verwaltungsbeamter, Kommunalpolitiker und Industrie-Manager                                           | 53    |       |
| 19. April | William Morton Wheeler            | US-amerikanischer Ethologe, Taxonom und Ameisenforscher                                                         | 72    |       |
| 20. April | Alfred Franke                     | deutscher Geograph und Klassischer Philologe                                                                    | 66    |       |
| 20. April | James Gillett                     | US-amerikanischer Politiker                                                                                     | 76    |       |
| 20. April | Fredric Hope                      | US-amerikanischer Artdirector und Bühnenbildner                                                                 | 37    |       |
| 20. April | Hugo Marti                        | Schweizer Germanist, Schriftsteller und Feuilletonredaktor                                                      | 43    |       |
| 20. April | Virgilio Ranzato                  | italienischer Komponist                                                                                         | 53    |       |
| 21. April | George Caridia                    | britischer Tennisspieler                                                                                        | 68    |       |
| 21. April | Kenneth Morris                    | britischer Autor und Theosoph                                                                                   | 57    |       |
| 21. April | Willy Rehberg                     | schweizerischer Pianist, Komponist und Musikpädagoge                                                            | 73    |       |
| 21. April | Hans Georg Oskar Schulz           | deutscher Beamter und Offizier, zuletzt Major und Abteilungsleiter Heeresverwaltungsamt                         | 54    |       |
| 22. April | Pedro Ladislao González y Estrada | kubanischer römisch-katholischer Geistlicher und Erzbischof von San Cristóbal de la Habana                      | 70    |       |
| 22. April | Felipe del Río Crespo             | spanischer Jagdflieger                                                                                          | 24    |       |
| 22. April | Simon W. Rosendale                | US-amerikanischer Jurist und Politiker                                                                          | 94    |       |
| 22. April | Ludwig Schmitz-Kallenberg         | deutscher Historiker                                                                                            | 69    |       |
| 23. April | Nathan L. Bachman                 | US-amerikanischer Politiker                                                                                     | 58    |       |
| 23. April | Josef von Halban                  | österreichischer Geburtshelfer und Gynäkologe                                                                   | 66    |       |
| 23. April | Carl Hartmann                     | deutscher Ingenieur und Baudirektor                                                                             | 81    |       |
| 23. April | Franz Lürken                      | deutscher Politiker (Zentrum), Bürgermeister von Dorsten und St. Mauritz                                        |       |       |
| 23. April | Heinrich Meldau                   | deutscher Nautiker und Hochschullehrer                                                                          | 71    |       |
| 23. April | Oskar Menzel                      | bayerischer Generalmajor                                                                                        | 84    |       |
| 23. April | Max von Mülberger                 | Oberbürgermeister von Esslingen am Neckar                                                                       | 77    |       |
| 23. April | Reinhold Reppin                   | deutscher Architekt und Beamter                                                                                 | 64    |       |
| 25. April | Michał Drzymała                   | Symbolfigur des friedlichen polnischen Widerstandes                                                             | 79    |       |
| 25. April | Friedrich Oetker                  | deutscher Rechtswissenschaftler und Strafrechtslehrer                                                           | 82    |       |
| 26. April | Arnold Gottlieb Bühler            | Schweizer Politiker (FDP)                                                                                       | 82    |       |
| 26. April | Béla von Kehrling                 | ungarischer Tennis- und Tischtennisspieler                                                                      | 46    |       |
| 27. April | Richard Breiting                  | deutscher Journalist                                                                                            | 54    |       |
| 27. April | Antonio Gramsci                   | italienischer Autor, Politiker, Philosoph (Theoretiker des Kommunismus)                                         | 46    |       |
| 27. April | Otto Grautoff                     | deutscher Kunsthistoriker, Romanist, Journalist und Übersetzer                                                  | 60    |       |
| 27. April | Friedrich Lorentz                 | deutscher Privatgelehrter und Slawist                                                                           | 66    |       |
| 27. April | Theodoor Hendrik van de Velde     | holländischer Sexualforscher; Arzt; Gynäkologe                                                                  | 64    |       |
| 28. April | Daniel Daly                       | Sergeant Major des US Marine Corps                                                                              | 63    |       |
| 28. April | Freddie Guest                     | britischer Politiker und Polospieler                                                                            | 61    |       |
| 28. April | Pjotr Nikolajewitsch Ismailow     | sowjetischer Schachspieler                                                                                      | 30    |       |
| 28. April | Alfred Jaquet                     | Schweizer Pharmakologe                                                                                          | 71    |       |
| 28. April | Walter Lenel                      | deutscher Historiker                                                                                            | 68    |       |
| 28. April | John Garland Pollard              | US-amerikanischer Politiker                                                                                     | 65    |       |
| 28. April | Gustav Schützendorf               | deutscher Opernsänger (Bariton)                                                                                 |       |       |
| 28. April | James Sutherland Spore            | US-amerikanischer Marineoffizier                                                                                | 51    |       |
| 28. April | Paul Sültenfuß                    | deutscher Architekt                                                                                             | 64    |       |
| 29. April | Wallace Hume Carothers            | US-amerikanischer Chemiker, der das Nylon erfand                                                                | 41    |       |
| 29. April | William Gillette                  | US-amerikanischer Schauspieler und Dramatiker                                                                   | 83    |       |
| 29. April | Anton Günther                     | deutscher Volksdichter und Sänger des Erzgebirges                                                               | 60    |       |
| 29. April | Paul Römer                        | deutscher Ophthalmologe                                                                                         | 64    |       |
| 29. April | Harry Stapley                     | englischer Fußballspieler                                                                                       | 54    |       |
| 29. April | Fernand Torche                    | Schweizer Politiker und Staatsrat des Kantons Freiburg                                                          | 70    |       |
| 30. April | Charles I. Sparks                 | US-amerikanischer Politiker                                                                                     | 64    |       |
|           | Pierre-Felix Masseau              | französischer Bildhauer                                                                                         | 68    |       |

## Mai
| Tag     | Name                                | Beruf, bekannt als                                                                                         | Alter | Beleg |
| ------- | ----------------------------------- | --- | ----- | ----- |
| 1. Mai  | Snitz Edwards                       | US-amerikanischer Schauspieler ungarischer Herkunft                                                        |       |       |
| 1. Mai  | Karl Hanns Taeger                   | deutscher Kunstmaler und Lehrer an der Kunstakademie Dresden                                               | 81    |       |
| 1. Mai  | Julius Wolf                         | österreichischer Nationalökonom                                                                            | 75    |       |
| 2. Mai  | Johann Diedrich Allerheiligen       | deutscher Politiker (DDP), MdBB und Bremer Senator                                                         | 61    |       |
| 2. Mai  | Ignaz Jastrow                       | deutscher Historiker und Sozialpolitiker                                                                   | 80    |       |
| 2. Mai  | Merton E. Lewis                     | US-amerikanischer Jurist und Politiker                                                                     | 75    |       |
| 2. Mai  | Rowland B. Mahany                   | US-amerikanischer Politiker                                                                                | 72    |       |
| 2. Mai  | José Ricardo                        | argentinischer Tangogitarrist und -komponist                                                               | 49    |       |
| 2. Mai  | Walter Sartorius                    | deutscher Architekt                                                                                        | 61    |       |
| 3. Mai  | Konrad Gebhardt                     | deutscher Schauspieler                                                                                     | 55    |       |
| 3. Mai  | Anton Messmer                       | Schweizer Kaufmann und Politiker                                                                           | 79    |       |
| 3. Mai  | Voldemar Puhk                       | estnischer Geschäftsmann und Diplomat                                                                      | 45    |       |
| 3. Mai  | Adolf Stoffel                       | deutscher Orthopäde                                                                                        | 56    |       |
| 3. Mai  | Petar Tantilow                      | bulgarischer Offizier                                                                                      | 75    |       |
| 3. Mai  | Esther Boise Van Deman              | US-amerikanische Archäologin                                                                               | 74    |       |
| 3. Mai  | Johannes Weißenborn                 | deutscher Völkerkundler und Museumsbeamter                                                                 | 59    |       |
| 4. Mai  | Wichard von Moellendorff            | deutscher Ingenieur und Wirtschaftspolitiker                                                               | 55    |       |
| 4. Mai  | Gina Oselio                         | norwegische Opernsängerin                                                                                  | 78    |       |
| 4. Mai  | Johannes Walther                    | deutscher Geologe und Paläontologe                                                                         | 76    |       |
| 5. Mai  | Holger Begtrup                      | dänischer Theologe und Hochschullehrer                                                                     | 77    |       |
| 5. Mai  | Willem Alberda van Ekenstein        | niederländischer Chemiker                                                                                  | 79    |       |
| 5. Mai  | Max Hollrung                        | deutscher Phytomediziner                                                                                   | 78    |       |
| 5. Mai  | Charlotte Anne Moberly              | englisch-britische Schuldirektorin und Autorin                                                             | 90    |       |
| 6. Mai  | Camillo Berneri                     | italienischer Autor und Anarchist                                                                          | 39    |       |
| 6. Mai  | Sam Franko                          | US-amerikanischer Violinist und Musikpädagoge                                                              | 80    |       |
| 6. Mai  | Richard Keilholz                    | schlesischer Heimatforscher                                                                                | 63    |       |
| 6. Mai  | Walter Rieseler                     | deutscher Flugpionier und Erfinder                                                                         | 46    |       |
| 7. Mai  | Giovanni Alfredo Cesareo            | italienischer Schriftsteller, Romanist und Italianist                                                      | 77    |       |
| 7. Mai  | Nikolaj Hartz                       | dänischer Botaniker                                                                                        | 69    |       |
| 7. Mai  | Eduard Friedrich Hugo Heusch        | deutscher Unternehmer                                                                                      | 72    |       |
| 7. Mai  | George Karsten                      | deutscher Botaniker                                                                                        | 73    |       |
| 7. Mai  | Ernst A. Lehmann                    | Luftschiffkapitän und Zeppelinbauer                                                                        | 50    |       |
| 7. Mai  | Edward W. Naylor                    | britischer Organist, Komponist und Musikpädagoge                                                           | 70    |       |
| 7. Mai  | Alfonso de Silva                    | peruanischer Komponist                                                                                     | 34    |       |
| 7. Mai  | George Topîrceanu                   | rumänischer Schriftsteller, Lyriker und Verfasser von Kurzgeschichten                                      | 51    |       |
| 7. Mai  | Armand Zaepfel                      | deutscher Schauspieler                                                                                     | 47    |       |
| 9. Mai  | Walter Mittelholzer                 | Schweizer Luftfahrtpionier                                                                                 | 43    |       |
| 9. Mai  | Harry S. New                        | US-amerikanischer Politiker (Republikanische Partei)                                                       | 78    |       |
| 9. Mai  | Gustaf Wethly                       | elsässischer Literaturwissenschaftler, Theaterkritiker und Publizist                                       | 70    |       |
| 10. Mai | Paul Émile Chabas                   | französischer Maler                                                                                        | 68    |       |
| 10. Mai | Wilhelm Henie                       | norwegischer Bahnradsportler                                                                               | 64    |       |
| 10. Mai | August Jacob Georg Howaldt          | deutscher Schiffbauer und Unternehmer                                                                      | 66    |       |
| 10. Mai | Friedrich Uhlhorn                   | deutscher evangelischer Pastor, Theologe und Kirchenhistoriker                                             | 77    |       |
| 11. Mai | Afonso Costa                        | portugiesischer Politiker                                                                                  | 66    |       |
| 11. Mai | Viliam Figuš-Bystrý                 | slowakischer Komponist                                                                                     | 62    |       |
| 11. Mai | Ellen Hansell                       | US-amerikanische Tennisspielerin                                                                           | 67    |       |
| 11. Mai | Walter Hering                       | deutscher Kommunist und Widerstandskämpfer gegen das NS-Regime                                             | 26    |       |
| 11. Mai | Anna Mayer                          | deutsche Juristin und Politikerin                                                                          | 54    |       |
| 11. Mai | Eduard Rösch                        | österreichischer Politiker (SDAP)                                                                          | 66    |       |
| 12. Mai | Cecil Meares                        | britischer Musher und Expeditionsteilnehmer                                                                | 60    |       |
| 12. Mai | Jorge de Paiva                      | portugiesischer Fechter                                                                                    | 49    |       |
| 12. Mai | Samuel Alexander Kinnier Wilson     | britischer Neurologe                                                                                       | 58    |       |
| 13. Mai | Thomas Buscher                      | deutscher Bildhauer                                                                                        | 77    |       |
| 13. Mai | Evelyn Faltis                       | österreichische Komponistin und Korrepetitorin                                                             | 50    |       |
| 13. Mai | Ketewan Geladse                     | Mutter Stalins                                                                                             |       |       |
| 13. Mai | Franz Gutmayer                      | österreichischer Schachschriftsteller                                                                      | 79    |       |
| 14. Mai | John Burke                          | US-amerikanischer Politiker                                                                                | 78    |       |
| 14. Mai | Louis Eisenmann                     | französischer Historiker und Professor                                                                     |       |       |
| 14. Mai | Franz von Harrach                   | böhmischer Adeliger und k. u. k. Kämmerer                                                                  | 66    |       |
| 14. Mai | Charles Homer Haskins               | amerikanischer Mediävist                                                                                   | 66    |       |
| 14. Mai | Hilmar Mückenberger                 | deutscher Volksmusikant und Mundartdichter                                                                 | 82    |       |
| 14. Mai | Hans Pohlig                         | deutscher Paläontologe und Geologe                                                                         | 81    |       |
| 14. Mai | Mustafā Sādiq ar-Rāfiʿī             | arabischer Poet                                                                                            | 57    |       |
| 15. Mai | Percy Lee Gassaway                  | US-amerikanischer Politiker                                                                                | 51    |       |
| 15. Mai | Hans Henninger                      | deutscher Schauspieler                                                                                     | 32    |       |
| 15. Mai | Philip Snowden, 1. Viscount Snowden | britischer Politiker                                                                                       | 72    |       |
| 16. Mai | Remigio Gandásegui y Gorrochátegui  | spanischer römisch-katholischer Geistlicher und Erzbischof von Valladolid                                  | 66    |       |
| 16. Mai | Heinrich Multhaupt                  | deutscher Politiker (NSDAP), MdR                                                                           | 37    |       |
| 17. Mai | Karl Habicht                        | deutscher Freimaurer                                                                                       | 69    |       |
| 17. Mai | Thomas E. Knight                    | US-amerikanischer Politiker und Jurist                                                                     | 38    |       |
| 17. Mai | Willem van Korlaar jr.              | niederländischer Schauspieler, Regisseur und Theaterunternehmer                                            | 51    |       |
| 17. Mai | Johanna Loewenherz                  | deutsche Schriftstellerin und Frauenrechtlerin                                                             | 80    |       |
| 17. Mai | Fritz Schedler                      | Schweizer Komponist                                                                                        | 47    |       |
| 18. Mai | Alfred Bauberger                    | deutscher Opernsänger (Bariton)                                                                            | 71    |       |
| 18. Mai | Ernesto Bazzaro                     | italienischer Bildhauer                                                                                    | 78    |       |
| 18. Mai | Wilhelm Ludwig Jaeger               | deutscher Physiker                                                                                         | 75    |       |
| 18. Mai | Angelo Giacinto Scapardini          | italienischer Ordensgeistlicher                                                                            | 75    |       |
| 18. Mai | Emil Sommer                         | deutscher Gewerkschaftssekretär, Politiker (USPD, SPD), MdBB und Bremer Senator                            | 54    |       |
| 20. Mai | Max von Arco-Zinneberg              | deutscher Automobilrennfahrer                                                                              | 29    |       |
| 20. Mai | Magnus Volk                         | britischer Pionier des Eisenbahnwesens                                                                     | 85    |       |
| 21. Mai | Annie Botha                         | erste First Lady Südafrikas (Südafrikanischen Union)                                                       | 72    |       |
| 21. Mai | Rolf Frey                           | österreichischer Werbegrafiker                                                                             | 40    |       |
| 21. Mai | Henri Gilardoni                     | französischer Segler                                                                                       | 61    |       |
| 21. Mai | Leopoldine Glöckel                  | österreichische Politikerin und Frauenrechtlerin                                                           | 65    |       |
| 21. Mai | Friedrich Herbst                    | deutscher Bergbauingenieur                                                                                 | 63    |       |
| 21. Mai | Karl Hugel                          | deutscher Schneider und Politiker (SPD), MdR                                                               | 72    |       |
| 21. Mai | Erich Seelmann-Eggebert             | deutscher Jurist, Manager, Autor und Politiker (DNVP), MdL                                                 | 62    |       |
| 23. Mai | Johann Lubinus                      | deutscher Arzt                                                                                             | 71    |       |
| 23. Mai | Max Paul Neumann                    | deutscher Agrarwissenschaftler                                                                             | 62    |       |
| 23. Mai | Ivan Prijatelj                      | slowenischer Kultur- und Literaturhistoriker                                                               | 61    |       |
| 23. Mai | Walter Reichel                      | deutscher Ingenieur                                                                                        | 70    |       |
| 23. Mai | John D. Rockefeller                 | US-amerikanischer Unternehmer                                                                              | 97    |       |
| 24. Mai | Edward Fitzsimmons Dunne            | US-amerikanischer Politiker                                                                                | 83    |       |
| 24. Mai | Johannes Leonhart                   | deutscher Arzt und Politiker (FVp), MdR                                                                    | 72    |       |
| 25. Mai | Otto Kropp                          | deutscher Kommunist und Widerstandskämpfer                                                                 | 30    |       |
| 25. Mai | Henry Ossawa Tanner                 | afro-amerikanischer Maler                                                                                  | 77    |       |
| 25. Mai | Hans Wichmann                       | deutscher Politiker (SPD)                                                                                  | 42    |       |
| 26. Mai | Theodor Ahlrichs                    | deutscher evangelisch-lutherischer Theologe und Pastor der Stadtkirchengemeinde in Delmenhorst (1907–1935) | 71    |       |
| 26. Mai | Moritz Freiberger                   | deutscher Textilchemiker und Unternehmer                                                                   | 76    |       |
| 26. Mai | Godfred Hansen                      | dänischer Polarforscher und Marineoffizier                                                                 | 61    |       |
| 26. Mai | Karel Kramář                        | böhmisch-tschechoslowakischer Politiker                                                                    | 76    |       |
| 26. Mai | Ludolf von Krehl                    | deutscher Mediziner                                                                                        | 75    |       |
| 26. Mai | Richard Lichtenstern                | österreichischer Unternehmer                                                                               | 67    |       |
| 26. Mai | Johannes Meinhold                   | deutscher, evangelischer Theologe                                                                          | 75    |       |
| 26. Mai | Wladimir Iwanowitsch Newski         | russischer Revolutionär, Politiker und Historiker                                                          | 61    |       |
| 26. Mai | Alexander Nikolajewitsch Slepkow    | russischer Revolutionär, Opfer des Stalinismus                                                             |       |       |
| 27. Mai | Archibald Boyd-Carpenter            | britischer Offizier und Politiker der Conservative Party, Mitglied des House of Commons                    | 64    |       |
| 27. Mai | Eva Fiesel                          | deutsche Sprachwissenschaftlerin und Etruskulogin                                                          | 45    |       |
| 27. Mai | Frederic Eugene Ives                | US-amerikanischer Fotograf und Erfinder                                                                    | 81    |       |
| 27. Mai | Tekla Nordström                     | schwedische Xylografin                                                                                     | 81    |       |
| 27. Mai | Peter Scheunemann                   | deutscher Offizier und Verwaltungsbeamter in Kamerun                                                       | 67    |       |
| 27. Mai | Eugen August Tutter                 | deutsch-österreichischer Journalist                                                                        | 57    |       |
| 28. Mai | Alfred Adler                        | österreichischer Arzt und Psychotherapeut                                                                  | 67    |       |
| 28. Mai | Heinrich Görtz                      | deutscher Jurist und Politiker (FVg), MdR                                                                  | 88    |       |
| 28. Mai | Johannes Kriege                     | deutscher Jurist, Diplomat und Politiker (DVP)                                                             | 77    |       |
| 28. Mai | Alexander Scherschewski             | sowjetischer Flugzeugkonstrukteur, Raketentheoretiker und Raumfahrtpropagandist                            | 42    |       |
| 29. Mai | Lucjan Emil Böttcher                | polnischer Mathematiker                                                                                    | 65    |       |
| 29. Mai | Hermann Taubenberger                | deutscher Kommunist, Opfer des Stalinismus                                                                 | 44    |       |
| 29. Mai | Szczepan Witkowski                  | polnischer Skilangläufer ukrainischer Herkunft                                                             | 38    |       |
| 29. Mai | Karl Wolfrum                        | deutscher Komponist und Organist                                                                           | 80    |       |
| 30. Mai | Hans Frei                           | Schweizer Bergsteiger                                                                                      |       |       |
| 30. Mai | Madison Grant                       | US-amerikanischer Rechtsanwalt und Verfasser eugenischer Werke                                             | 71    |       |
| 30. Mai | Margit Hall                         | Architektin und Möbeldesignerin                                                                            | 35    |       |
| 30. Mai | Alexander Just                      | deutsch-ungarischer Chemiker und Erfinder                                                                  | 63    |       |
| 30. Mai | Hans Joseph Wilhelm Kautsky         | Österreichischer und königlich-preußischer Hoftheatermaler                                                 | 73    |       |
| 30. Mai | Hugo Krötzsch                       | deutscher Verleger und Philatelist                                                                         | 79    |       |
| 30. Mai | Arthur George Perkin                | britischer Chemiker                                                                                        | 75    |       |
| 30. Mai | Herbert Udny Weitbrecht             | deutschstämmiger evangelischer Missionar und Islamwissenschaftler                                          | 86    |       |
| 31. Mai | Jan Borissowitsch Gamarnik          | sowjetischer Politiker                                                                                     | 42    |       |
| 31. Mai | Fritz Max Hofmann-Juan              | deutscher Maler                                                                                            | 63    |       |
|         | Sven Berglund                       | schwedischer Erfinder und Filmpionier                                                                      | 55    |       |

## Juni
| Tag      | Name                                  | Beruf, bekannt als | Alter | Beleg |
| -------- | ------------------------------------- | --- | ----- | ----- |
| 1. Juni  | Ljubomir Miletitsch                   | bulgarischer Wissenschaftler, Ethnograph, Sprachwissenschaftler                                                                                  | 74    |       |
| 1. Juni  | João da Silva Correia                 | portugiesischer Romanist und Lusitanist | 46    |       |
| 2. Juni  | Bruno Eichgrün                        | deutscher Schauspieler und Regisseur | 60    |       |
| 2. Juni  | Louis Vierne                          | französischer Organist und Komponist | 66    |       |
| 3. Juni  | Rudolf Mälzer                         | deutscher Volkssänger, Komiker und Damendarsteller                                                                                               | 55    |       |
| 3. Juni  | Emilio Mola                           | spanischer General, maßgeblich am Spanischen Bürgerkrieg auslösenden Putsch beteiligt                                                            | 49    |       |
| 4. Juni  | Fernand Cabrol                        | französischer Benediktiner und Wegbereiter der liturgischen Erneuerung                                                                           | 81    |       |
| 4. Juni  | Friedrich Hilble                      | Münchener Verwaltungsbeamter und berufsmäßiger Stadtrat                                                                                          | 55    |       |
| 4. Juni  | Helle Hirsch                          | deutscher Student und Widerstandskämpfer | 21    |       |
| 4. Juni  | John Marie Laval                      | französischer Geistlicher, Weihbischof in New Orleans                                                                                            | 82    |       |
| 4. Juni  | Otto Linne                            | deutscher Garten- und Landschaftsarchitekt | 67    |       |
| 4. Juni  | Hermann Roeder                        | deutscher Pilot und Flugpionier | 44    |       |
| 5. Juni  | John Frost                            | US-amerikanischer Maler | 47    |       |
| 5. Juni  | Hugo Schauinsland                     | deutscher Zoologe und Museumsdirektor in Bremen                                                                                                  | 80    |       |
| 6. Juni  | Adalbert Deșu                         | rumänischer Fußballspieler | 28    |       |
| 6. Juni  | Philip A. Goodwin                     | US-amerikanischer Politiker | 55    |       |
| 6. Juni  | Walter Keiffenheim                    | deutscher Jurist | 76    |       |
| 6. Juni  | Alfred Mann                           | Erwachsenenpädagoge | 47    |       |
| 6. Juni  | John Martineau                        | US-amerikanischer Politiker | 63    |       |
| 6. Juni  | Ladja Mohyljanska                     | ukrainische Dichterin | 37    |       |
| 6. Juni  | William Henry Thompson                | US-amerikanischer Politiker | 83    |       |
| 6. Juni  | Agostino Zampini                      | italienischer Geistlicher, Titularbischof von Porphyreon, Sakristan des Apostolischen Palastes und Generalvikar des Papstes für die Vatikanstadt | 78    |       |
| 7. Juni  | Charles Brown                         | US-amerikanischer Roquespieler | 70    |       |
| 7. Juni  | Jean Harlow                           | US-amerikanische Schauspielerin | 26    |       |
| 7. Juni  | Monroe Owsley                         | US-amerikanischer Schauspieler | 36    |       |
| 7. Juni  | Hugo Röhr                             | deutscher Komponist | 71    |       |
| 7. Juni  | Oskar von Wackerbarth                 | preußischer Landrat | 74    |       |
| 8. Juni  | Ben H. Fuller                         | US-amerikanischer Generalmajor | 67    |       |
| 8. Juni  | Friedrich Jage                        | deutscher Baumeister | 86    |       |
| 9. Juni  | Hans von Haeften                      | deutscher Nachrichtendienstoffizier, Präsident des Reichsarchivs                                                                                 | 66    |       |
| 9. Juni  | Antoni Rubió i Lluch                  | spanischer Historiker, Gräzist, Romanist, Hispanist und Katalanist                                                                               | 80    |       |
| 9. Juni  | James H. MacLafferty                  | US-amerikanischer Politiker | 66    |       |
| 9. Juni  | Carlo Rosselli                        | italienischer Politiker, Historiker und Publizist                                                                                                | 37    |       |
| 9. Juni  | Johann Thullner                       | österreichischer Politiker und Geistlicher | 56    |       |
| 10. Juni | Robert Borden                         | kanadischer Politiker (Premierminister) und Rechtsanwalt                                                                                         | 82    |       |
| 10. Juni | Maximilian Brenner                    | österreichischer römisch-katholischer Geistlicher, Rektor des Collegio Teutonico di Santa Maria dell’Anima                                       | 63    |       |
| 10. Juni | Henri Erdmann                         | braunschweigischer Politiker (SPD) | 59    |       |
| 10. Juni | Woldemar Lippert                      | deutscher Archivar und Historiker | 75    |       |
| 11. Juni | José María Lacalle                    | spanischer Komponist | 76    |       |
| 11. Juni | Reginald Joseph Mitchell              | britischer Luftfahrtingenieur | 42    |       |
| 11. Juni | Witali Markowitsch Primakow           | sowjetischer General der Roten Armee | 39    |       |
| 11. Juni | Alfred Weidlich                       | deutscher Journalist, Verleger, nationalsozialistischer Verbandsfunktionär und Abgeordneter                                                      |       |       |
| 11. Juni | Máté Zalka                            | ungarischer Revolutionär, Schriftsteller und General                                                                                             | 41    |       |
| 12. Juli | Adalbert Brümmer                      | deutscher Theaterschauspieler und -leiter |       |       |
| 12. Juni | Roberts Eidemanis                     | sowjetischer Korpskommandant und lettischer Schriftsteller                                                                                       | 42    |       |
| 12. Juni | Boris Mironowitsch Feldman            | sowjetischer Offizier der Roten Armee und Opfer der großen Säuberung                                                                             | 47    |       |
| 12. Juni | Iona Emmanuilowitsch Jakir            | sowjetischer Militärführer | 40    |       |
| 12. Juni | August Kork                           | estnischer Revolutionär und sowjetischer Offizier, Oberbefehlshaber des Moskauer Militärbezirks (1929–1935)                                      | 49    |       |
| 12. Juni | Vytautas Putna                        | sowjetischer Korpskommandant, Militärattaché und Autor                                                                                           | 44    |       |
| 12. Juni | Adolf Schmedding                      | deutscher Jurist, Verwaltungsbeamter und Politiker (Zentrum)                                                                                     | 81    |       |
| 12. Juni | Heinrich Karl Scholz                  | österreichischer Bildhauer | 56    |       |
| 12. Juni | Michail Nikolajewitsch Tuchatschewski | russischer Marschall der Roten Armee in der Sowjetunion                                                                                          | 44    |       |
| 12. Juni | Jeronimas Uborevičius                 | sowjetischer Heerführer und Politiker |       |       |
| 12. Juni | Marija Iljinitschna Uljanowa          | russische Revolutionärin und jüngste Schwester von Wladimir Lenin                                                                                | 59    |       |
| 13. Juni | Paul-François Choppin                 | französischer Bildhauer | 81    |       |
| 13. Juni | Alexander Heinrich Eggers             | deutscher Pädagoge und Publizist | 73    |       |
| 13. Juni | Otto Kaysel                           | deutscher Rechtsanwalt, Stadtrat und Schriftsteller                                                                                              | 93    |       |
| 13. Juni | William Frederick Lloyd               | kanadischer Politiker |       |       |
| 14. Juni | Julius Goldfeld                       | deutscher Jurist und Politiker, MdHB | 77    |       |
| 14. Juni | Karl Wien                             | deutscher Bergsteiger | 30    |       |
| 15. Juni | William P. Connery                    | US-amerikanischer Politiker | 48    |       |
| 15. Juni | Theodor Volmar                        | Schweizer Maler, Zeichner und Kunstpädagoge | 90    |       |
| 16. Juni | Émile Digneffe                        | belgischer Politiker und Senatspräsident | 78    |       |
| 16. Juni | Mollie Kyle                           | Indianerin und Überlebende der Osage-Morde | 50    |       |
| 16. Juni | Max Levien                            | deutsch-russischer Kommunist und Protagonist der Münchner Räterepublik                                                                           | 52    |       |
| 16. Juni | Federico Mejía                        | el-salvadorianischer Politiker und Diplomat | 76    |       |
| 16. Juni | Matti Paasivuori                      | finnischer Politiker | 71    |       |
| 16. Juni | Josef Stein                           | österreichisch-tschechischer Theatermacher, Filmregisseur und -produzent                                                                         | 61    |       |
| 16. Juni | Alexander Grigorjewitsch Tscherwjakow | sowjetischer Staatsmann, weißrussischer Parteifunktionär                                                                                         | 45    |       |
| 17. Juni | Alfred Goltz                          | deutscher Opernsänger | 59    |       |
| 17. Juni | Marvel Rea                            | US-amerikanische Filmschauspielerin | 35    |       |
| 18. Juni | Al Boasberg                           | US-amerikanischer Komödienautor | 44    |       |
| 18. Juni | Ludwig Dettmann                       | deutscher Zeichenlehrer und Maler | 81    |       |
| 18. Juni | Gaston Doumergue                      | Präsident der Dritten französischen Republik | 73    |       |
| 18. Juni | Laudelino Freire                      | brasilianischer Schriftsteller | 64    |       |
| 18. Juni | Franz Gruber                          | Landtagsabgeordneter Volksstaat Hessen | 59    |       |
| 19. Juni | J. M. Barrie                          | schottischer Schriftsteller und Dramatiker | 77    |       |
| 19. Juni | Heinrich Giese                        | Hofrat in Wien und Beichtvater Kaiser Franz Joseph I.                                                                                            | 73    |       |
| 19. Juni | Man Afraid Soap                       | kanadischer Lacrossespieler | 67    |       |
| 19. Juni | Heinrich Stoll                        | deutscher Jurist und Rechtshistoriker | 45    |       |
| 20. Juni | Franklin W. Fort                      | US-amerikanischer Politiker | 57    |       |
| 20. Juni | Alexander Frison                      | Bischof | 62    |       |
| 20. Juni | Andreu Nin                            | spanischer Politiker, Kommunist und Anarchist | 45    |       |
| 20. Juni | Albanus Schachleiter                  | deutscher Abt | 76    |       |
| 20. Juni | Dmitri Arkadjewitsch Schmidt          | sowjetischer Oberst | 40    |       |
| 20. Juni | Wjatscheslaw Iwanowitsch Sof          | Oberkommandierender der sowjetischen Seekriegsflotte                                                                                             | 47    |       |
| 20. Juni | Jan Ernestowitsch Sten                | sowjetischer Philosoph, Opfer des Stalinismus | 38    |       |
| 21. Juni | Nikolai Matwejewitsch Goloded         | sowjetischer Parteifunktionär und Staatsmann | 43    |       |
| 21. Juni | Margarethe Otto-Körner                | deutsche Theater- und Stummfilmschauspielerin |       |       |
| 21. Juni | Jānis Pauļuks                         | lettischer Politiker und Ministerpräsident | 71    |       |
| 22. Juni | Ludwig Bachmann                       | deutscher Schachhistoriker | 80    |       |
| 22. Juni | Eric Geddes                           | britischer Politiker und Manager, Abgeordneter des House of Commons                                                                              | 61    |       |
| 22. Juni | Friedrich Hindenlang                  | deutscher evangelischer Pfarrer, Kirchenrat und Autor                                                                                            | 70    |       |
| 22. Juni | Jean-Joseph Rabearivelo               | madagassischer Schriftsteller | 36    |       |
| 23. Juni | Will Scheller                         | deutschsprachiger Schriftsteller, Dichter und Herausgeber                                                                                        | 46    |       |
| 23. Juni | Max Schlichting                       | deutscher Maler | 71    |       |
| 23. Juni | H. M. Walker                          | US-amerikanischer Drehbuchautor | 51    |       |
| 24. Juni | Friedrich Buri                        | Schweizer Politiker (FDP) | 76    |       |
| 24. Juni | John W. Fishburne                     | US-amerikanischer Politiker | 69    |       |
| 25. Juni | Colin Clive                           | englischer Schauspieler | 37    |       |
| 25. Juni | Edgar Hoeppener                       | deutsch-baltischer Bankier | 72    |       |
| 26. Juni | Adolf Erman                           | deutscher Ägyptologe | 82    |       |
| 26. Juni | Conrad Heidenreich                    | deutscher Architekt | 64    |       |
| 26. Juni | Adolfo Alejandro Nouel                | Staatspräsident der Dominikanischen Republik und Erzbischof                                                                                      | 74    |       |
| 26. Juni | Kurt von Reibnitz                     | deutscher Historiker und Politiker (SPD), Erster Staatsminister von Mecklenburg-Strelitz                                                         | 59    |       |
| 26. Juni | Charles Sellon                        | US-amerikanischer Schauspieler und Regisseur | 66    |       |
| 26. Juni | Václav Tille                          | tschechoslowakischer Literaturhistoriker, Ethnograph, Komparatist und Schriftsteller                                                             | 70    |       |
| 27. Juni | Fritz Hartmann                        | deutscher Journalist und Schriftsteller | 71    |       |
| 27. Juni | Johannes Mollerup                     | dänischer Mathematiker | 64    |       |
| 28. Juni | Max Adler                             | österreichischer Soziologe und Vertreter des Austromarxismus                                                                                     | 64    |       |
| 28. Juni | Rigobert Possek                       | österreichischer Ophthalmologe und Hochschullehrer                                                                                               | 63    |       |
| 28. Juni | Alois Puschmann                       | deutscher Politiker (Zentrum), MdR | 55    |       |
| 28. Juni | Thomas Shaw, 1. Baron Craigmyle       | schottisch-britischer Jurist und Politiker | 87    |       |
| 28. Juni | Eduard Steinemann                     | Schweizer Turner | 30    |       |
| 28. Juni | Johannes Tews                         | deutscher Pädagoge | 77    |       |
| 28. Juni | Louis Arthur Watres                   | US-amerikanischer Politiker | 86    |       |
| 29. Juni | Clarence Clark                        | US-amerikanischer Tennisspieler | 77    |       |
| 29. Juni | Carl von Dapper                       | deutscher Mediziner, Internist, Balneologe und Kurarzt                                                                                           | 73    |       |
| 29. Juni | Kurt Jäckel                           | deutscher Romanist | 33    |       |
| 29. Juni | Karel Šviha                           | tschechischer Politiker und Rechtswissenschafter                                                                                                 | 60    |       |
| 30. Juni | Heinrich Dannmeier                    | deutscher Biologe und Schulrektor | 84    |       |
|          | Bob Dunbar                            | kanadischer Curler |       |       |
|          | Peter Müllritter                      | deutscher Fotograf, Kameramann und Bergsteiger                                                                                                   | 30    |       |